# Xiaomi Redmi Note 6 Pro
Xiaomi Redmi Note 6 Pro — смартфон, розроблений компанією Xiaomi Inc. Телефон поставляється у двох варіантах, базова модель з 4 ГБ оперативної пам'яті та 64 ГБ вбудованої пам'яті з цінником 6299 грн, і топова модель пристрою має 6GB оперативної пам'яті та 64 ГБ вбудованої пам'яті, яка розширюється за допомогою картки microSD до 256 ГБ.

## Зовнішній вигляд
Пристрій доступний у чотирьох кольорах, включаючи червоний, синій, чорний і рожеве золото..
Xiaomi Redmi Note 6 Pro має покриття P2i Nano.
Розміри: висота 157,9 мм, ширина 76,4 мм, товщина 8,2 мм. Вага — 182 г.

## Технічні характеристики
Redmi Note 6 Pro поставляється з 6,26-дюймовим дисплеєм Full HD + IPS LCD зі співвідношенням сторін 19:9.
Має восьмиядерний процесор Snapdragon 636 в парі з Adreno 509 GPU.. Він має акумулятор об'ємом 4000 мА·год.
Конструкція самого пристрою була підсилена чотирма камерами — двома на передній (20 Мп та 2 Мп) і двома на задній панелі (12 Мп та 5 Мп). Це перший раз пристрій Redmi будується з використанням серії 6000 алюмінію. Це також перший телефон Redmi Note з чотирма камерами.
Телефон був випущений на операційній системі Android 8.1 Oreo із фірмовою оболонкою MIUI 10. Був оновлений до MIUI 12 на базі Android 9 Pie.